# Diaphlebus bivittatus
Diaphlebus bivittatus är en insektsart som beskrevs av Ludwig Redtenbacher 1892. Diaphlebus bivittatus ingår i släktet Diaphlebus och familjen vårtbitare. Inga underarter finns listade i Catalogue of Life.